# ورزشگاه دکویپ

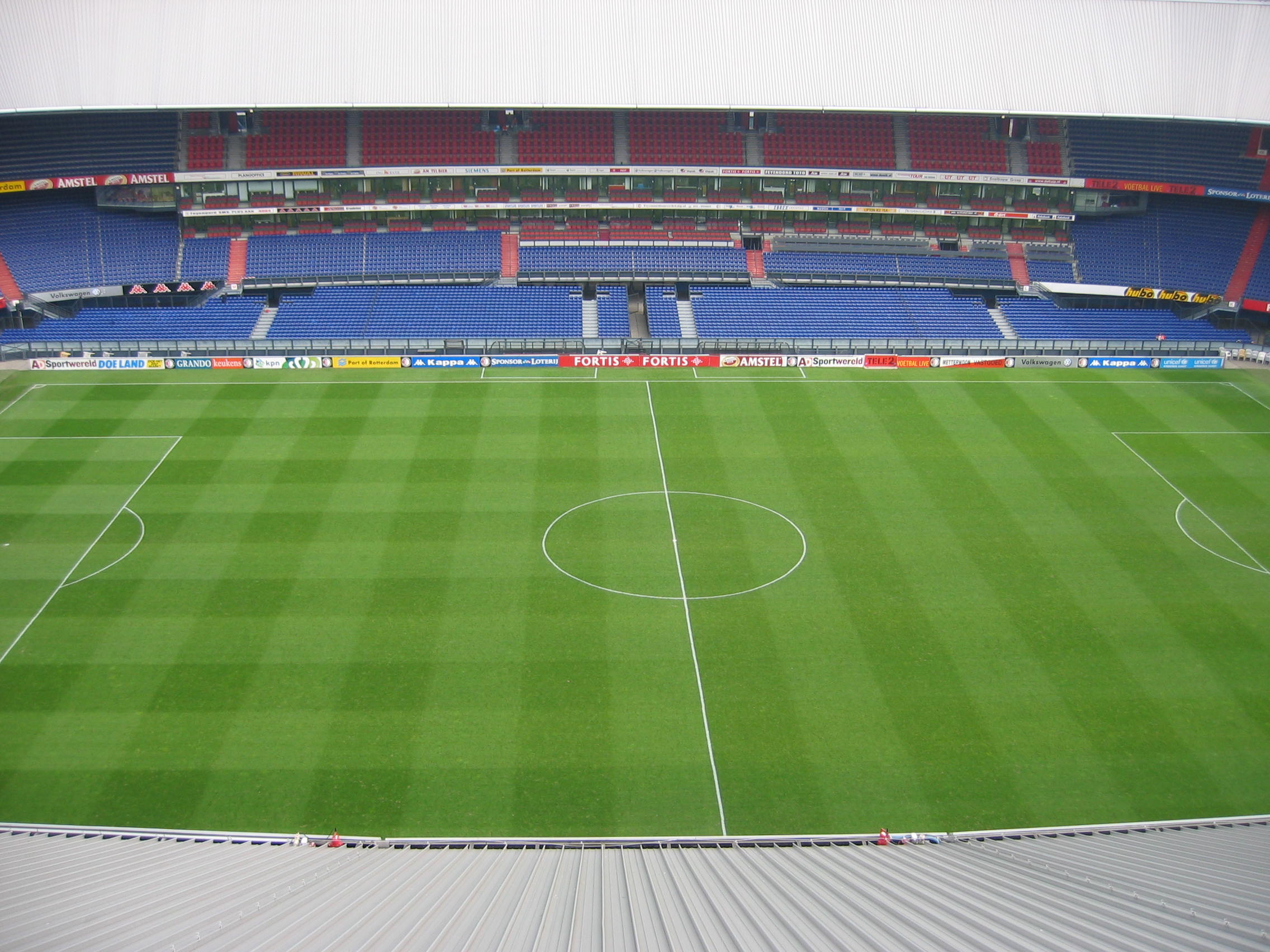
نمایی از داخل ورزشگاه

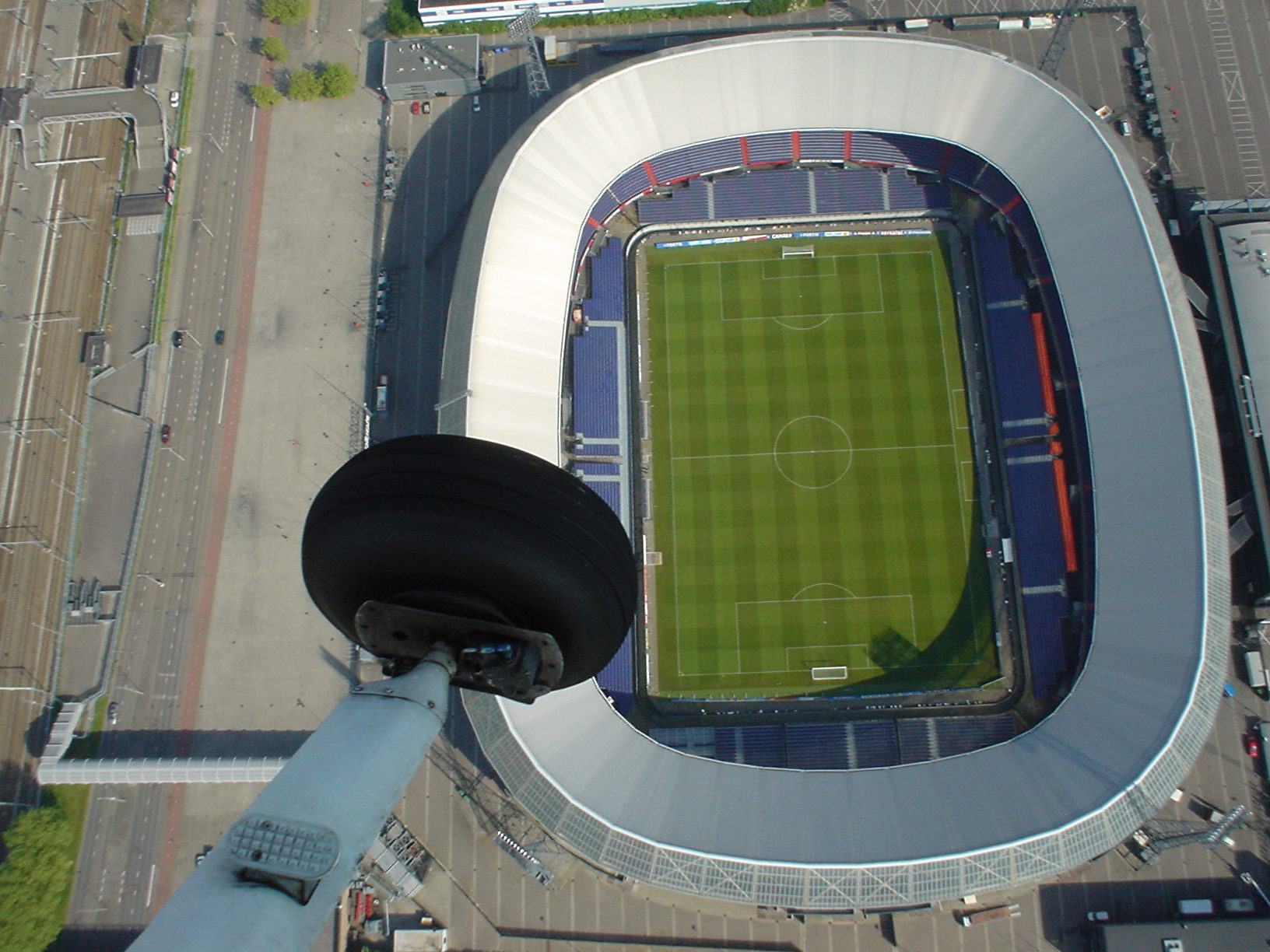
نمایی از بالای ورزشگاه

 ورزشگاه دکویپ  (به هلندی: De Kuip) یا ورزشگاه فاینورد، ورزشگاهی در شهر روتردام و ورزشگاه خانگی باشگاه فوتبال فاینورد و تیم ملی فوتبال هلند است.
این ورزشگاه در سال ۱۹۳۷ میلادی ساخته شده، ظرفیت آن ۵۱٬۱۱۷ است.
ورزشگاه دکویپ میزبان فینال جام ملت‌های اروپا ۲۰۰۰، دو فینال لیگ قهرمانان اروپا، ۵ فینال جام در جام اروپا، یک فینال جام یوفا و فینال لیگ ملت‌های اروپا ۲۰۲۳ بوده است.